# Bras Basah
Bras Basah – stacja podziemna Mass Rapid Transit (MRT) na Circle Line w Singapurze. Stacja znajduje się w Museum Planning Area.